# Alv Gjestvang
Alv Gjestvang (Østre Toten, 1937. szeptember 13. – 2016. november 26.) olimpiai ezüst- és bronzérmes norvég gyorskorcsolyázó.

## Pályafutása
Három olimpián vett részt (1956, Cortina d'Ampezzo, 1960, Squaw Valley, 1964, Innsbruck).
1956-ban bronzérmes, 1960-ban hatodik, 1964-ben hármas holtversenyben ezüstérmes lett az 500 méteres versenyszámban.

## Sikerei, díjai
- Olimpiai játékok
  - ezüstérmes: 1964, Innsbruck – 500 m
  - bronzérmes: 1956, Cortina d'Ampezzo – 500 m